# BG Göttingen
Die BG Göttingen (Basketballgemeinschaft Göttingen) ist ein Basketballverein aus Göttingen. Erstmals in der 1. Basketball-Bundesliga spielte sie von 2007 bis 2012. Nach zweijähriger Unterbrechung stieg sie zur Saison 2014/15 wieder in die Basketball-Bundesliga auf und 2025 wieder ab. Derzeitiger Lizenzinhaber ist die Pro Basketball GmbH.

## Geschichte
Mit dem Aufstieg der BG 74 Göttingen in die Bundesliga im Jahre 2007 wurde die Ausgliederung der Bundesliga-Mannschaft aus dem Stammverein beschlossen und die Lizenz der dafür neugegründeten Starting Five GmbH übertragen. Unter dem Namen BG Göttingen ging man in der Saison 2007/08 erstmals in der Basketball-Bundesliga an den Start und sicherte sich am 30. Spieltag den Klassenerhalt mit einem 69:67-Sieg in Bonn.
Vor der Saison 2008/09 gab es viele Wechsel innerhalb der Mannschaft, und Spieler der Aufstiegsmannschaft mussten den Club verlassen. Spielmacher Kyle Bailey kehrte jedoch nach einem einjährigen Engagement bei Ratiopharm Ulm zurück. Nach zwei Niederlagen am Saisonanfang gegen Trier und Braunschweig schaffte die Mannschaft eine längere Siegesserie, die zur ersten Tabellenführung in der Bundesliga führte. Die Hauptrunde schloss man als Zweitplatzierter ab und musste daraufhin in den Play-offs gegen die Brose Baskets Bamberg antreten. Unter anderem aufgrund der Verletzungen der Spieler Kyle Bailey und Charles Lee schied man jedoch schnell mit einem Sieg gegenüber drei Niederlagen aus. Für den überraschenden Erfolg der Mannschaft, in der zweiten Saison bereits den zweiten Platz zu erreichen, wurde John Patrick am Ende der Saison mit der Auszeichnung Trainer des Jahres belohnt.

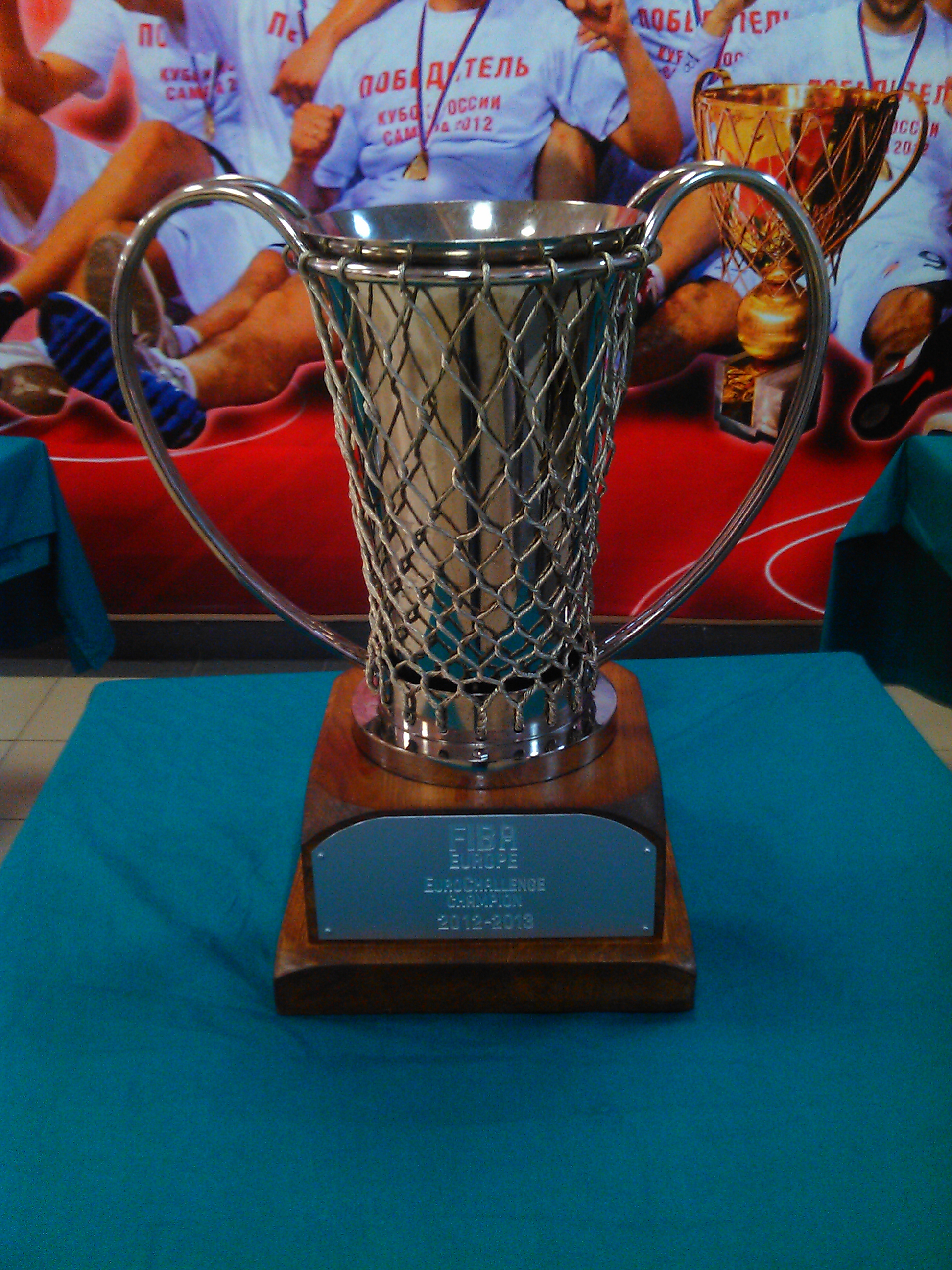
Trophäe der EuroChallenge, die die BG 2010 gewann.

Vom 6. März 2009 bis Januar 2010 trat der Club als MEG Göttingen auf, benannt nach einem Versicherungsvertrieb aus Kassel (MEG AG). Da jedoch während der Spielzeit die MEG AG insolvent wurde, kehrte man zum vorherigen Namen zurück und beendete die Saison als BG Göttingen. Trotz Querelen rund um den Namenssponsor erzielte die Mannschaft der BG Göttingen in drei Wettbewerben gute Ergebnisse. Im April traten die „Veilchen“ in der Frankfurter Ballsporthalle im Top-Four-Turnier um den deutschen Pokalsieg an, musste sich jedoch bereits im Halbfinale geschlagen geben und verlor auch das Spiel um den dritten Platz gegen die Eisbären Bremerhaven mit 65:90. Nachdem man die Hauptrunde der Bundesligasaison auf dem dritten Tabellenrang abgeschlossen hatte, traf man in der ersten Runde der Playoffs abermals auf die Eisbären Bremerhaven. Im Spielformat best-of-five musste ein fünftes Spiel in der Lokhalle Göttingen die Entscheidung bringen, nachdem sich in den ersten vier Spielen die jeweilige Heimmannschaft durchgesetzt hatte. Obwohl für die BG fünf Minuten vor Spielende mit einer Zwölf-Punkte-Führung der Einzug ins Halbfinale zum Greifen nahe war, hatten die Eisbären das bessere Ende für sich. Nach einer starken Aufholjagd traf der Bremerhavener Andrew Drevo mit der Schlusssirene zum 79:78-Endstand, so dass die BG Göttingen sich wie bereits im Vorjahr trotz Heimrecht in der ersten Runde der Playoffs geschlagen geben musste. In derselben Saison gelang der BG Göttingen jedoch auch ihr größter Cluberfolg: Erstmals nahm die BG an einem internationalen Wettbewerb, der EuroChallenge, teil. Nach überraschenden Erfolgen in der Vor- und Zwischenrunde qualifizierte sie sich schließlich für das Endturnier. Man bewarb sich für die Ausrichtung des Turniers, was erfolgreich war, sodass man den Heimvorteil in der Lokhalle hatte. Nachdem die BG ein Halbfinalspiel gegen Chorale Roanne (Frankreich) nach großem Rückstand noch hatte drehen können, gewannen die „Veilchen“ auch das Endspiel mit 83:75 gegen den russischen Verein Krasnye Krylja. Sie wurden somit nach dem Mitteldeutschen BC und Alba Berlin die dritte deutsche Mannschaft, die einen Basketball-Europapokal gewann.
Die Saison 2010/11 verlief fast ebenso erfolgreich wie die vorangegangene. In der Bundesliga belegte man nach Abschluss der Hauptrunde mit 53 Punkten (19 Siege, 15 Niederlagen) den siebten Platz. Im folgenden Viertelfinale gegen die Skyliners Frankfurt zog man ohne ein richtiges Heimspiel (einziges „Heimspiel“ musste aus Termingründen in Kassel ausgetragen werden) ohne Sieg aus drei Spielen den kürzeren. Als Eurochallenge-Sieger der vergangenen Spielzeit war man in dieser Saison für den europäischen Wettbewerb Eurocup qualifiziert. Nachdem man die Gruppenphase und auch die Runde der letzten 16 Mannschaften überstanden hatte, sah man sich im Viertelfinale Benetton Basket Bwin (später: Pallacanestro Treviso) gegenüber. Das Heimspiel endete mit einem im Basketball seltenen Unentschieden (66:66). In Treviso gab es aber gegen eine mit Spitzenspielern gespickte Mannschaft (Devin Smith, Stefan Marković, Hrvoje Perić, Greg Brunner, Brian Skinner, Donatas Motiejūnas und Alessandro Gentile) nichts zu holen und die 62:84-Niederlage besiegelte das Aus im Eurocup.
Nach der Saison 2010/11 wechselte Erfolgstrainer John Patrick zum Aufsteiger S.Oliver Baskets. Gleich mehrere Spieler aus dem Kader 2010/11 folgten ihm nach Würzburg, sodass ein umfassender Umbruch stattfand. Neuer Cheftrainer wurde der ehemalige Co-Trainer Stefan Mienack. Ihm zur Seite gestellt wurde der Deutsch-Kanadier Michael Meeks, der seine Spielerzeit bei der BG Göttingen beendete und in den Trainerstab wechselte. Zudem wechselte man seine Spielstätte und zog von der Lokhalle (von „Veilchen“-Anhängern oft „Lok-Hölle“ genannt) in die neue Sparkassen-Arena. Mit dem Umbruch blieb man in der Saison 2011/12 vor allem sportlich hinter den Erwartungen zurück. Nach dem zehnten Spieltag stand man mit 2:18 Punkten auf dem letzten Platz. Die Folge war, dass Trainer Mienack Anfang Dezember 2011 seinen Hut nehmen musste und Assistent Meeks seinen Posten übernahm. Meeks’ übernahm der Sportdirektor Jan Schiecke. Aber auch das neue Trainer-Gespann konnte trotz einiger Entlassungen und Nachverpflichtungen keine erfolgreichen Impulse setzten und man beendete die Saison 2011/12 mit 8:60 Punkten als Tabellenletzter, was den Abstieg aus dem Oberhaus bedeutete. Ebenso erfolglos verliefen die Auftritte der BG Göttingen auf internationalem Parkett. Erneut trat die Mannschaft in der Eurochallenge an, konnte aber nicht an die Erfolge der Vergangenheit anknüpfen und verabschiedete sich bereits nach der Gruppenphase ohne Sieg aus dem Wettbewerb.
Nach dem Abstieg aus der Bundesliga und der Insolvenz der Starting Five GmbH im Jahr 2012 wurde die Pro Basketball Göttingen GmbH neuer Betreiber der Mannschaft. Mit einem stark veränderten Aufgebot und unter dem neuen Trainer Johan Roijakkers ging die BG in die Zweitligasaison 2012/2013. Die Hauptrunde schloss die Mannschaft auf dem zweiten Platz der Tabelle ab und qualifizierte sich so für die anstehenden Play-offs im Frühjahr 2013. In der ersten Runde trafen die „Veilchen“ auf Science City Jena und schieden aus.
Auch im Spieljahr 2013/2014 war die BG Göttingen in der Spitzengruppe der ProA vertreten und schloss die Saison mit 26 Siegen und vier Niederlagen auf dem ersten Tabellenplatz ab. In den Play-offs setzte sich die Mannschaft unter der Leitung von Trainer Roijakkers zunächst im Viertelfinale gegen die ETB Wohnbau Baskets Essen durch. Gegner im Halbfinale war daraufhin der ehemalige Bundesligist Gießen 46ers. Die Serie gegen Gießen gewann die BG ebenfalls und kehrte durch den Einzug ins Finale der ProA zur Saison 2014/15 in die Bundesliga zurück.
In der ersten Saison nach dem Aufstieg (2014/15) erreichte man als Zehnter der Bundesliga-Punktrunde den Klassenerhalt. In der Saison 2015/16 schrammten die „Veilchen“ nur knapp am Abstieg vorbei und belegten den 16. Rang (Absteiger Mitteldeutscher BC wies mit neun Siegen und 25 Niederlagen eine identische Saisonbilanz auf).
Die Spielzeit 2017/18 beendete die BG Göttingen auf dem 14. Rang. Im Sommer 2020 endete Roijakkers Amtszeit nach acht Jahren. Der Niederländer nahm ein Angebot des Bundesliga-Konkurrenten Brose Bamberg an, im Gegenzug wechselte der bisherige Bamberger Trainer Roel Moors nach Göttingen. Moors war bis 2023 für die BG tätig. In der Saison 2022/23 hatte er die „Veilchen“ in der Bundesliga-Hauptrunde unter die besten acht Mannschaften und damit in die Playoffs um die deutsche Meisterschaft geführt. Das war der BG zuvor zwölf Jahre lang nicht gelungen. Moors’ Assistenztrainer Olivier Foucart wurde neuer Göttinger Trainer. Foucart wurde Mitte Januar 2025 entlassen. Zuvor hatte die BG zwölf der 13 bisherigen Bundesliga-Spiele der Saison 2024/25 verloren. Der Schwede Mikko Riipinen trat Foucarts Nachfolge an.
Am 12. April 2025 stand der zweite Abstieg der BG Göttingen aus der Bundesliga nach 2012 fest. Bei den Basketball Löwen Braunschweig verloren die „Veilchen“ vor 4000 Zuschauern mit 77:101 (45:49), wodurch der Sturz in die 2. Bundesliga Pro A besiegelt war. Anfang Mai 2025 trennte sich die BG von Riipinen, nachdem der Schwede seinen Abschied aus Göttingen zum Ende der Saison 2024/25 verkündet hatte. Unter Riipinen hatten die Göttinger ein Bundesligaspiel gewonnen. Co-Trainer Kenneth Desloovere wurde die Aufgabe übertragen, die Mannschaft in den zwei verbliebenen Bundesligaspielen zu betreuen.
Fabian Strauß, zum Zeitpunkt der Verpflichtung erst 32 Jahre alt, wurde in der Sommerpause 2025 als neuer Trainer nach Göttingen geholt.

## Spielstätte

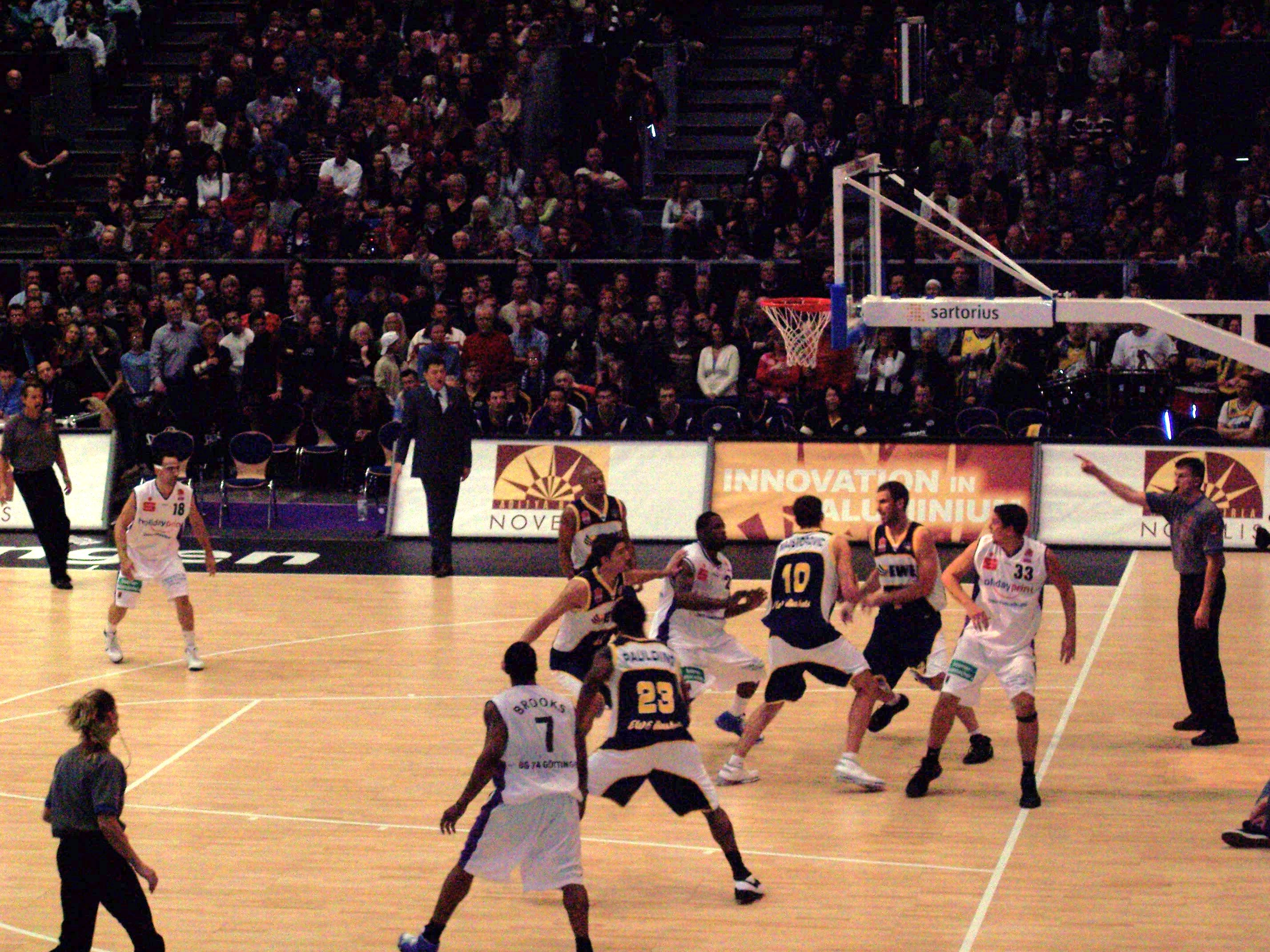
BG Göttingen gegen die EWE Baskets Oldenburg am 16. November 2007 in der Lokhalle

Nach dem Aufstieg in die Bundesliga im Jahr 2007 wechselte die 1. Herrenmannschaft in die Lokhalle Göttingen, die 3700 Zuschauer fasst und in der für die Spiele Parkettboden ausgelegt wird. Seit der Saison 2011/12 bestreitet die Mannschaft die meisten ihrer Heimspiele in der Sparkassen-Arena am Schützenplatz, trägt aber auch weiterhin einzelne Partien in der Lokhalle aus. Die Sparkassen-Arena ist als Kombinationssporthalle konzipiert und bietet 3447 Menschen Platz. In der Zeit, in der es die Sparkassen-Arena noch nicht gab und die Lokhalle belegt war, aber ein Spiel stattfinden musste, wich man zweimal in die Rothenbach-Halle nach Kassel und einmal in die Volkswagen Halle Braunschweig aus.

## Kader
| Nr. | Nat.               | Name               | Geburt     | Größe  | Gewicht | Letzter Verein                                    |
| --- | ------------------ | ------------------ | ---------- | ------ | ------- | ------------------------------------------------- |
| 1   | Schweden           | Adam Ramstedt      | 24.07.1995 | 206 cm | 102 kg  | Valur Reykjavik (2024–2025)                       |
| 3   | Vereinigte Staaten | Jordan Sears       | 05.09.2001 | 180 cm | 84 kg   | Louisiana State University/LSU Tigers (2024–2025) |
| 4   | Deutschland        | Daniel Kirchner    | 26.10.1997 | 187 cm | 82 kg   | Dresden Titans (2018–2025)                        |
| 9   | Vereinigte Staaten | Kevin Buckingham   | 14.11.1997 | 198 cm | 100 kg  | CB Zamora (2023–2025)                             |
| 10  | Deutschland        | Hendrik Drescher   | 21.03.2000 | 204 cm | 113 kg  | Gladiators Trier (2024–2025)                      |
| 11  | Deutschland        | Robin Lodders      | 30.11.1994 | 205 cm | 108 kg  | Science City Jena (2023–2025)                     |
| 17  | Deutschland        | Mathis Mönninghoff | 17.03.1992 | 200 cm | 91 kg   | Im Kader seit 2018                                |
| 20  | Deutschland        | Janis Jünemann     | 03.06.2005 | 207 cm | 102 kg  | ASC Göttingen von 1846 e.V. (seit 2023)           |
| 21  | Vereinigte Staaten | Zach Jackson       | 13.08.1997 | 198 cm | 88 kg   | Leicester Riders (2024–2025)                      |
| 44  | Deutschland        | Julius Böhmer      | 19.01.2002 | 189 cm | 79 kg   | Würzburg Baskets (2020–2025)                      |
|     |                    |                    |            |        |         |                                                   |
| HC  | Deutschland        | Fabian Strauß      | 08.02.1993 |        |         | Dresden Titans                                    |
| AC  | Vereinigte Staaten | Patrick Carney     | 21.07.1985 |        |         | Dresden Titans                                    |

Quellen:
Zugänge: Julius Böhmer (Würzburg Baskets/DEU), Kevin Buckingham (CB Zamora/ESP), Patrick Carney (Dresden Titans/DEU), Hendrik Drescher (Gladiators Trier/DEU), Zach Jackson (Leicester Riders/GB), Daniel Kirchner (Dresden Titans/DEU), Robin Lodders (Science City Jena/DEU), Adam Ramstedt (Valur Reykjavik/ISL), Jordan Sears (Louisiana State University/LSU Tigers/USA), Fabian Strauß (Dresden Titans/DEU)
Abgänge: Jimmy Boeheim (Ziel unbekannt), Kenneth Desloovere (MHP Riesen Ludwigsburg), Deion Hammond (Ziel unbekannt), Tra Holder (Ziel unbekannt), Kostja Mushidi (Niners Chemnitz/DEU), Chuba Ohams (Ziel unbekannt), Marcus Shaver (Ziel unbekannt), Noah Churchill Sørensen (Ziel unbekannt), Collin Welp (Mitteldeutscher BC/DEU), Lennart Schultz (Baskets Bonn Telekom - 3x3 Team)
| Spieler | Spieler            | Spieler                 | Spieler    | Spieler | Spieler | Spieler                |
| Nr.     | Nat.               | Name                    | Geburt     | Größe   | Info    | Letzter Verein         |
| ------- | ------------------ | ----------------------- | ---------- | ------- | ------- | ---------------------- |
| 3       | Vereinigte Staaten | Deion Hammond           | 05.06.1999 | 1,93 m  |         | MHP Riesen Ludwigsburg |
| 4       | Vereinigte Staaten | Jarred Godfrey          | 13.09.2000 | 1,96 m  |         | Boras Basket           |
| 5       | Niederlande        | Marijn Ververs          | 17.09.1998 | 1,94 m  |         | ZZ Leiden              |
| 8       | Deutschland        | Lennart Schultz         | 03.03.2002 | 1,92 m  |         | BBC Coburg             |
| 11      | Danemark           | Noah Churchill Sørensen | 06.02.2003 | 1,94 m  |         | Bakken Bears           |
|         |                    | Forwards (SF, PF)       |            |         |         |                        |
| 0       | Vereinigte Staaten | Jimmy Boeheim           | 04.05.1998 | 2,03 m  |         | Tigers Tübingen        |
| 17      | Deutschland        | Mathis Mönninghoff      | 17.03.1992 | 2,00 m  |         | Tigers Tübingen        |
| 20      | Deutschland        | Janis Jünemann          | 03.06.2005 | 2,07 m  |         | ASC Göttingen          |
| 40      | Vereinigte Staaten | Collin Welp             | 15.12.1998 | 2,06 m  |         | Würzburg Baskets       |
|         |                    | Center (C)              |            |         |         |                        |
| 2       | Vereinigte Staaten | Demajeo Wiggins         | 10.08.1997 | 2,06 m  |         | Szolnoki Olaj          |

| Trainer | Trainer            | Trainer     |
| Nat.    | Name               | Position    |
| ------- | ------------------ | ----------- |
| Belgien | Kenneth Desloovere | Cheftrainer |

| Legende              | Legende                     |
| Abk.                 | Bedeutung                   |
| -------------------- | --------------------------- |
| (C)                  | Mannschaftskapitän          |
| DL                   | Doppellizenz-Spieler        |
| A-Nat                | Nationalspieler (Zweitland) |
|                      | längerfrist. Verletzun      |
| Quellen              |                             |
| Teamhomepage         |                             |
| Ligahomepage         |                             |
| Stand: 17. Juli 2024 |                             |

| Legende              | Legende                     |
| Abk.                 | Bedeutung                   |
| -------------------- | --------------------------- |
| (C)                  | Mannschaftskapitän          |
| DL                   | Doppellizenz-Spieler        |
| A-Nat                | Nationalspieler (Zweitland) |
|                      | längerfrist. Verletzun      |
| Quellen              |                             |
| Teamhomepage         |                             |
| Ligahomepage         |                             |
| Stand: 17. Juli 2024 |                             |

Wechsel 2024/25
Zugänge: Collin Welp (Würzburg Baskets), Deion Hammond (MHP Riesen Ludwigsburg), Noah Churchill Sørensen (Bakken Bears/ ), Marijn Ververs (ZZ Leiden/ ), Jimmy Boeheim (Tigers Tübingen), Demajeo Wiggins (Szolnoki Olaj/ ), Jarred Godfrey (Boras Basket/ )
Abgänge: Peter Hemschemeier (Eisbären Bremerhaven), Grant Anticevich (BNZ Breakers/NZL), Nick Boakye (ASC Göttingen), David DeJulius (Aris B.C. Thessalonik/ ), Umoja Gibson (Qingdao Eagles/ ), Philipp Hartwich, Bodie Hume (Telekom Baskets Bonn), Karlis Silins (Pistoia Basket 2000/ ), Osaro Jürgen Rich (Hamburg Towers), Max Wüllner (ASC Göttingen), Fedor Zugic (Creighton Bluejays/USA)
Wechsel innerhalb der Saison 2024/25
Abgänge: Zachary Ensminger (März 2005 zu Karhubasket Kauhajoki/FIN) Marjin Ververs
Zugänge: Kostja Mushidi (Mitteldeutscher BC), Marcus Shaver Jr. (Kapakli Spor/TUR) Chuba Ohams (BAXI Manresa/ESP)

### Ehemaliger Kader
| Spieler | Spieler            | Spieler            | Spieler    | Spieler | Spieler | Spieler           |
| Nr.     | Nat.               | Name               | Geburt     | Größe   | Info    | Letzter Verein    |
| ------- | ------------------ | ------------------ | ---------- | ------- | ------- | ----------------- |
|         |                    | Guards (PG, SG)    |            |         |         |                   |
| 1       | /                  | Zachary Ensminger  | 30.04.2001 | 1,95 m  |         |                   |
| 2       | Vereinigte Staaten | Umoja Gibson       | 04.07.1998 | 1,85 m  |         |                   |
| 3       | Deutschland        | Osaro Jürgen Rich  | 22.07.1998 | 1,88 m  |         |                   |
| 5       | Vereinigte Staaten | David DeJulius     | 09.08.1999 | 1,83 m  |         |                   |
| 8       | Deutschland        | Peter Hemschemeier | 27.09.2003 | 1,91 m  |         | Paderborn Baskets |
| 21      | Montenegro         | Fedor Zugic        | 18.09.2003 | 1,96 m  |         |                   |
|         |                    | Forwards (SF, PF)  |            |         |         |                   |
| 7       | Deutschland        | Nick Boakye        | 23.01.1995 | 1,96 m  |         | ASC 46 Göttingen  |
| 11      | Australien         | Grant Anticevich   | 14.04.1998 | 2,05 m  |         |                   |
| 13      | Vereinigte Staaten | Bodie Hume         | 21.09.1999 | 1,98 m  |         |                   |
| 17      | Deutschland        | Mathis Mönninghoff | 17.03.1992 | 2,00 m  |         | Tigers Tübingen   |
| 18      | /                  | Harper Kamp        | 03.09.1988 | 2,03 m  |         |                   |
| 20      | Deutschland        | Janis Jünemann     | 03.06.2005 | 2,00 m  |         |                   |
|         |                    | Center (C)         |            |         |         |                   |
| 14      | Deutschland        | Philipp Hartwich   | 11.09.1995 | 2,18 m  |         |                   |
| 15      | Deutschland        | Max Wüllner        | 15.06.2001 | 2,08 m  |         |                   |
| 25      | Lettland           | Karlis Silins      | 22.07.1997 | 2,11 m  |         |                   |

| Trainer | Trainer         | Trainer         |
| Nat.    | Name            | Position        |
| ------- | --------------- | --------------- |
| Belgien | Roel Moors      | Cheftrainer     |
| Belgien | Olivier Foucard | Assistant Coach |

| Legende              | Legende                     |
| Abk.                 | Bedeutung                   |
| -------------------- | --------------------------- |
| (C)                  | Mannschaftskapitän          |
| DL                   | Doppellizenz-Spieler        |
| A-Nat                | Nationalspieler (Zweitland) |
|                      | längerfrist. Verletzung     |
| Quellen              |                             |
| Teamhomepage         |                             |
| Ligahomepage         |                             |
| Stand: 22. Juni 2024 |                             |

| Legende              | Legende                     |
| Abk.                 | Bedeutung                   |
| -------------------- | --------------------------- |
| (C)                  | Mannschaftskapitän          |
| DL                   | Doppellizenz-Spieler        |
| A-Nat                | Nationalspieler (Zweitland) |
|                      | längerfrist. Verletzung     |
| Quellen              |                             |
| Teamhomepage         |                             |
| Ligahomepage         |                             |
| Stand: 22. Juni 2024 |                             |

### Ehemalige Spieler
| - Ulrich Frank 1980er/1990er - Michael Broderick 1990–1997 - Marco Grimaldi bis 2004, 2006–2009, 2011–2014 - Dwayne Kirkley 2004–2008 - Babis Douloudis bis 2000, 2006–2008 - Selim Mulic 2000–2008 - Peer Wente 2000–2006, 2008/09 - Kyle Bailey, 2006/07, 2008/09, 2010–2012 - Jeb Ivey 2007/08 - Jahmar Thorpe 2007/08 - Willie Jenkins 2007/08 - Robert Dill, 2007–2009 - Jason Boone, 2007–2011 - Roderick Trice 2008/09 - Charles Lee, 2008/09 | - Ben Jacobson 2008–2010 - Chris Oliver 2008–2010 - John Little 2008–2011 - / Cody Töpper 2009 - Taylor Rochestie 2009/10 - Chris McNaughton 2009/10 - Dwayne Anderson 2009–2011 - Michael Schröder 2001–2005, 2006–2008 - Louis Dale 2010–2012 - Akeem Vargas 2012/13 - Harper Kamp 2013–2016 - Alex Ruoff 2013–2015, 2016/17, seit 2019 - Dominik Bahiense de Mello 2014/2015 | - Raymar Morgan 2014/2015 - Khalid El-Amin 2014/2015 - Jamal Boykin 2014/2015 - Acha Njei 2014/2015 - David Godbold 2013–2016 - Stephan Haukohl 2017–2019 - Michael Stockton 2017–2019 - Darren Brooks 2007–2008 |

## Trainer (seit 1997)
| Amtszeit        | Trainer            |
| 1997–2003       | Vlastibor Klimeš   |
| 2003–2005       | John Patrick       |
| 2005–2006       | Reza Safaie        |
| 2006–2011       | John Patrick       |
| 2011–2011       | Stefan Mienack     |
| 2011–2012       | Michael Meeks      |
| 2012–2020       | Johan Roijakkers   |
| 2020–2023       | Roel Moors         |
| 2023–01/2025    | Olivier Foucart    |
| 01/2025–05/2025 | Mikko Riipinen     |
| 05/2025         | Kenneth Desloovere |
| seit 05/2025    | Fabian Strauß      |

## Bestmarken vergangener Spielzeiten
Gelb markiert sind Werte aus Zweitliga-Spielzeiten.
| Saison  | Punkte                                | Rebounds                   | Assists                     | Steals                    | Blocks                    |
| ------- | ------------------------------------- | -------------------------- | --------------------------- | ------------------------- | ------------------------- |
| 2007/08 | Darren Brooks 451 (13,7 pro Spiel)    | Jahmar Thorpe 145 (4,4)    | Darren Brooks 57(1,7)       | Darren Brooks 55 (1,7)    | Robert Dill 17 (0,7)      |
| 2008/09 | Roderick Trice 388 (12,1 pro Spiel)   | Roderick Trice 169 (5,3)   | Kyle Bailey 79 (3,3)        | Roderick Trice 86 (2,7)   | Jason Boone 21 (0,6)      |
| 2009/10 | Taylor Rochestie 598 (15,3 pro Spiel) | Chris Oliver 225 (6,3)     | Taylor Rochestie 123 (3,2)  | Taylor Rochestie 46 (1,2) | Jason Boone 29 (0,8)      |
| 2010/11 | Dwayne Anderson 383 (13,2 pro Spiel)  | Dwayne Anderson 196 (6,8)  | Kyle Bailey 51 (3,0)        | Kyle Bailey 26 (1,5)      | Mike Scott 26 (0,8)       |
| 2011/12 | Louis Dale 107 (11,9 pro Spiel)       | Sean Evans 172 (6,6)       | Matt Bauscher 94 (3,9)      | Jerel Allen 25 (1,1)      | Raymond Sykes 17 (0,7)    |
| 2012/13 | Akeem Vargas 464 (14,1 pro Spiel)     | Nicholas Livas 173 (6,9)   | Sullivan Phillips 113 (3,4) | Ramon Harris 35 (1,2)     | Ramon Harris 16 (0,6)     |
| 2013/14 | Alex Ruoff 654 (16,77 pro Spiel)      | Harper Kamp 226 (5,95)     | Alex Ruoff 162 (4,15)       | David Godbold 45 (1,2)    | Ater Majok / 19 (0,83)    |
| 2014/15 | Raymar Morgan 533 (16,2 pro Spiel)    | Raymar Morgan 197 (6,0)    | Khalid El-Amin 152 (4,8)    | David Godbold 46 (1,4)    | David Godbold 19 (0,6)    |
| 2015/16 | Harper Kamp 518 (15,2 pro Spiel)      | Harper Kamp 177 (5,2)      | Terrell Everett 105 (3,9) * | David Godbold 32 (0,9)    | Shane Edwards 13 (0,8)    |
| 2016/17 | Alex Ruoff 375 (15,0 pro Spiel)       | Scott Eatherton 235 (7,1)  | Jesse Sanders 166 (5,2)     | Alex Ruoff 43 (1,7)       | Adam Waleskowski 23 (0,7) |
| 2017/18 | Brion Rush 491 (16,4 pro Spiel)       | Darius Carter 113 (5,4)    | Michael Stockton 202 (5,9)  | Michael Stockton 42 (1,2) | Darius Carter 24 (1,1)    |
| 2018/19 | Michael Stockton (16,4)               | Darius Carter 113 (5,5)    | Michael Stockton 231 (7,0)  | Michael Stockton 36 (1.2) | Darius Carter 15,5 (0,5)  |
| 2019/20 | Kyan Anderson 330 (15,7)              | Dylan Osetkowski 109 (6,4) | Kyan Anderson 107 (5,1)     | Kyan Anderson 25 (1,2)    | Dylan Osetkowski 3 (0,2)  |
| 2020/21 | Aubrey Dawkins 452 (13,7)             |                            |                             |                           |                           |
| 2021/22 |                                       |                            |                             |                           |                           |

## Rekorde
Stand: Sommer 2019, nur Bundesliga

### Höchste Siege
| Heimspiel - 91:62 (+29) gegen medi Bayreuth 2015/16 - 100:72 (+28) gegen Eisbären Bremerhaven 2009/10 - 76:48 (+28) gegen Walter Tigers Tübingen 2010/11 - 97:70 (+27) gegen Paderborn Baskets 2009/10 - 78:51 (+27) gegen LTi Gießen 46ers 2010/11 - 86:60 (+26) gegen Science City Jena 2017/18 - 86:60 (+26) gegen Phantoms Braunschweig 2009/10 | Auswärtsspiel - 63:105 (+42) bei Mitteldeutscher Basketball Club 2018/19 - 63:96 (+33) bei Crailsheim Merlins 2015/16 - 56:84 (+28) bei LTi Gießen 46ers 2009/10 - 53:79 (+26) bei EnBW Ludwigsburg 2008/09 - 68:94 (+26) bei TBB Trier 2014/15 - 63:88 (+25) bei Crailsheim Merlins 2018/19 - 46:70 (+24) bei TBB Trier 2010/11 - 71:95 (+24) bei Mitteldeutscher BC 2009/10 - 56:80 (+24) bei Phoenix Hagen 2009/10 |

### Höchste Niederlagen
| Heimspiel - 66:101 (−35) gegen Brose Bamberg 2016/2017 - 63:94 (−31) gegen Bayern München 2016/17 - 63:94 (−31) gegen Ratiopharm Ulm 2016/17 - 65:94 (−29) gegen Bayern München 2015/16 - 65:91 (−26) gegen Telekom Baskets Bonn 2017/18 - 62:88 (−26) gegen MHP Riesen Ludwigsburg 2017/18 | Auswärtsspiel - 107:63 (−44) bei Brose Baskets Bamberg 2011/12 - 98:56 (−42) bei Walter Tigers Tübingen 2015/16 - 114:73 (−41) bei Bayern München 2015/16 - 100:61 (−39) bei Brose Bamberg 2017/18 - 91:54 (−37) bei ALBA Berlin 2008/09 - 110:74 (−36) bei ALBA Berlin 2014/15 - 100:65 (−35) bei Skyliners Frankfurt 2015/16 |

## Fanszene
Seit dem 11. November 2006 hat die BG ihren ersten eigenen Fanclub. Acht Mitglieder gründeten ihn mit dem Namen „Veilchen-Power“. Im Juli 2015 hatte der Fanclub 210 Mitglieder. Hauptsächlich verfolgen die im Fanclub organisierten Anhänger die Spiele der Erstliga-Herren, dennoch gibt es auch Personen, die die restlichen Spiele des Stammvereins, beispielsweise der Damen, verfolgen. Außerdem entwickelte sich aus der Fanszene ein zweiter Fanclub mit dem Namen „BG Bambule“. Ende 2010 gründete sich mit den Veilchen Supporters ein weiterer Fanclub. Die BG-Herren hatten in der Saison 2007/08 einen Zuschauerschnitt von 2975, 2008/09 lag er bei 3132. Beide Werte waren im Mittelfeld der Liga anzusiedeln. In der Saison 2012/13 lag der Zuschauerschnitt bei 2132 Zuschauern. Das war mit Abstand der höchste Zuschauerschnitt in der 2. Bundesliga. Der Schnitt der 2. Basketball-Bundesliga lag 2012/13 bei 1262 Zuschauern. In der Saison 2013/14 lag der Zuschauerschnitt bei 2526 Zuschauern, was einem Zuwachs von 18,5 Prozent entsprach. Dies war ebenfalls der deutlich beste Wert in der 2. Liga. In der Bundesligasaison 2017/18 lag der Zuschauerschnitt bei 3.162 (Stand: 15. März 2018).
Mit den Fans der Skyliners Frankfurt besteht seit 2010 eine Fanfreundschaft.